# Historia San Francisco
Historia San Francisco sięga roku 1776, kiedy to hiszpańscy kolonizatorzy Ameryki Północnej dowodzeni przez Juana Bautistę de Anza osiedlili się na krańcu półwyspu zakładając na tym terenie fort oraz misję imienia świętego Franciszka z Asyżu. San Francisco i Kalifornia należały następnie do Meksyku, po wywalczeniu przez niego niepodległości od Hiszpanii, a następnie zostały włączone do Stanów Zjednoczonych.
Miasto przeżyło znaczne przyspieszenie rozwoju w 1848 roku podczas krótkiego okresu kalifornijskiej gorączki złota, stając się w tym czasie największym miastem na Zachodnim Wybrzeżu. W 1906 roku San Francisco zostało w większej części zniszczone podczas trzęsienia ziemi i pożarów, które były jego skutkiem. Po kataklizmie zostało szybko odbudowane, dziewięć lat później goszcząc Międzynarodową Wystawę Panamsko-Pacyficzną.
Podczas II wojny światowej San Francisco było punktem ekspedycyjnym dla tysięcy żołnierzy walczących na Pacyfiku i ważnym portem wypadowym operującej na tym oceanie floty.
W latach powojennych do miasta napłynęły tysiące imigrantów i byłych żołnierzy, co zbiegło się w czasie z gwałtownym rozwojem okolicy. Nadchodzące rozluźnienie norm społecznych i inne czynniki przyczyniły się do początków ruchów społecznych środowisk LGBT. W 1967 w mieście zaczęło się tak zwane Lato Miłości. Postępująca liberalizacja i otwartość społeczności wyrobiły San Francisco opinię miasta liberalnego.

## Kolonizacja

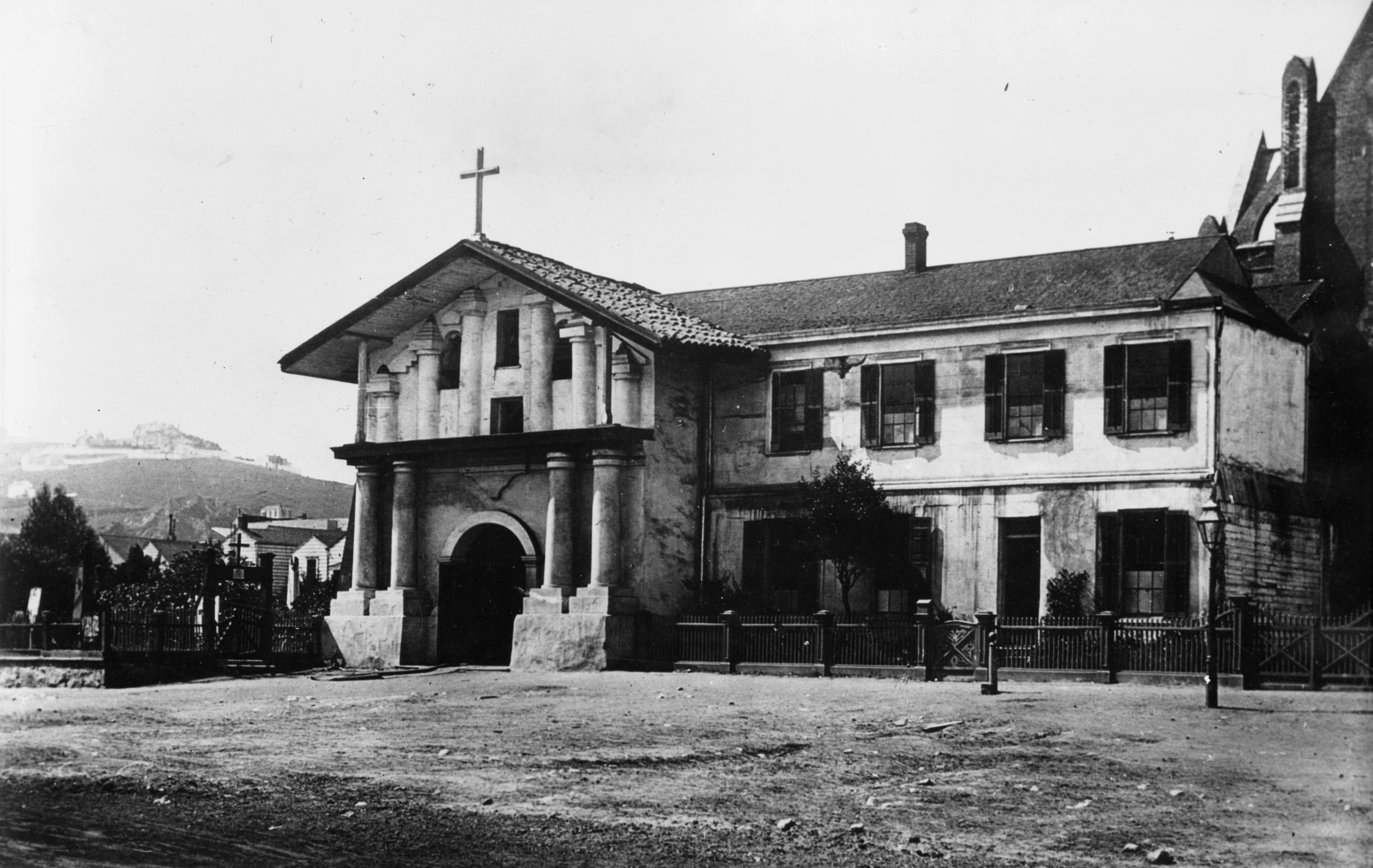
Misja San Francisco de Asís (Misja Dolores)

Najwcześniejsze archeologiczne dowody osadnictwa na terenach miasta pochodzą z roku 3000 p.n.e.
Gdy 2 listopada 1769 roku przybyli na te tereny hiszpańscy kolonizatorzy pod dowództwem Gaspara de Portolà, zamieszkiwał je szczep Yelamu ludu Ohlone, który skupił się tu w kilkunastu wsiach. Była to pierwsza udokumentowana wizyta Europejczyków w okolicach Zatoki San Francisco. Siedem lat później, 28 marca 1776 roku, Hiszpanie założyli na tych terenach fort, a następnie misję imienia św. Franciszka z Asyżu (Mission Dolores).
Podczas meksykańskiej wojny o niepodległość z Hiszpanią w 1821 roku rejon ten został przyłączony do Meksyku. W 1835 roku William Richardson założył, nieopodal kotwicowiska łodzi w miejscu obecnego Portsmouth Square, pierwsze znaczące osiedle nieleżące w obrębie Mission Dolores.
Razem z alkadem Misji, Francisco de Haro, Richardson sporządził plan przyszłych ulic pod rozwijającą się osadę. Powstałe miasto, wtenczas nazywane Yerba Buena, zaczęło zaludniać się amerykańskimi osadnikami. W trakcie wojny amerykańsko-meksykańskiej, 7 czerwca 1846 roku, amerykański komodor John D. Sloat uznał Kalifornię za tereny należące do Stanów Zjednoczonych, a dwa dni później, kapitan John B. Montgomery przybył do Yerba Buena, by ustanowić tam administrację amerykańską. Rok później Yerba Buena przemianowano na San Francisco. Pomimo atrakcyjnego położenia, będące naturalnym portem i bazą marynarki wojennej San Francisco, wciąż było małą osadą z niesprzyjającymi osadnictwu warunkami geograficznymi.

## Kalifornijska gorączka złota
Kalifornijska gorączka złota spowodowała napływ poszukiwaczy tego kruszcu na tereny stanu. Przybysze osiedlali się masowo w San Francisco, preferując je ponad rywalizujące z nim miasto Benicia. Wizja wzbogacenia się była tak silna, że załogi statków przybywających do portu często porzucały swoje jednostki i masowo udawały się na pola złotonośne. Port miejski wypełnił się opuszczonymi statkami. Do grudnia 1849 roku liczba mieszkańców San Francisco wzrosła z 1000 do 25000. Z tych czasów wywodzi się też jedna z ikon miasta – chleb na zakwasie, będący podstawą wyżywienia XIX-wiecznych górników i robotników.

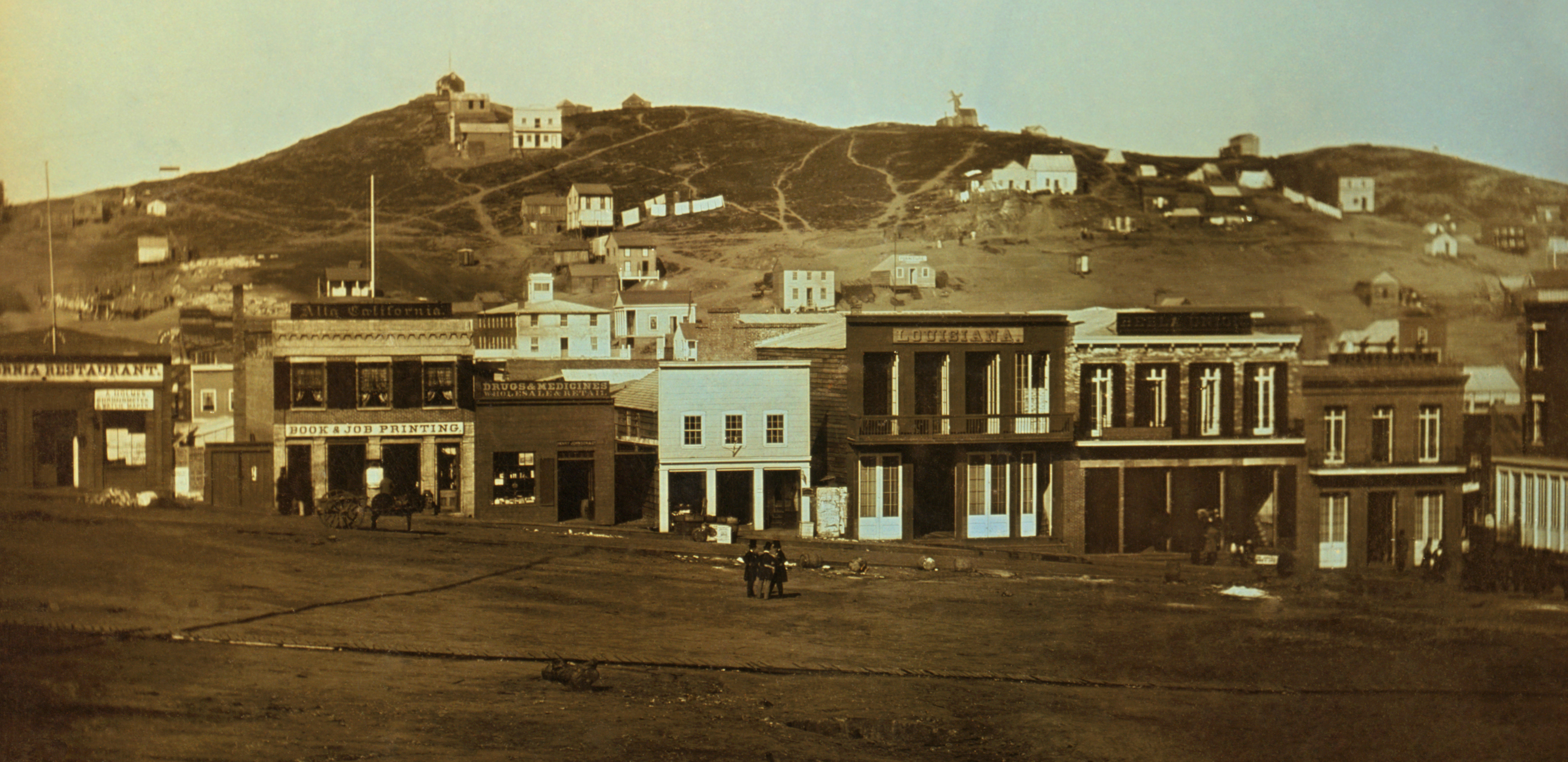
San Francisco w 1851 r.

Kalifornia zyskała wkrótce status stanu, a w mieście zlokalizowano stały garnizon amerykański. Wybudowano fortyfikacje: Fort Point, strzegący wejścia do zatoki przez cieśninę Golden Gate, oraz fort na wyspie Alcatraz, zabezpieczający samą zatokę. Odkrycie srebra, m.in. złóż Comstock Lode w 1859 roku w nieodległej Nevadzie, dodatkowo przyspieszyło rozwój miasta. Wraz z napływem poszukiwaczy kruszców, osadników i zwykłych awanturników w mieście szerzyło się bezprawie. Szczególnie część miasta znana jako Barbary Coast wsławiła się jako oaza kryminalistów, prostytutek i hazardzistów.
Wzbogaceni na gorączce złota przedsiębiorcy szukali możliwości inwestycji swojego kapitału. Pierwszymi beneficjentami były instytucje finansowe: powstały pierwsze banki, jak Wells Fargo w 1852 roku, oraz przemysł kolejowy w osobie magnatów z tak zwanej „Wielkiej Czwórki”, na czele której stał Leland Stanford, która koordynowała powstanie Pierwszej Kolei Transkontynentalnej.
Rozwój Portu San Francisco ugruntował centralną pozycję miasta w handlu w regionie. Wychodząc naprzeciw rosnącemu zapotrzebowaniu ludności na towary i usługi, w mieście powstały liczne manufaktury. Levi Strauss założył przedsiębiorstwo handlowe, a później zaczął produkcję pierwszych dżinsów dla górników. Domingo Ghirardelli rozpoczął produkcję czekolady. Miasto, za sprawą imigrantów, stało się wielokulturowym i wielojęzycznym ośrodkiem. Chińczycy pracujący przy kolei skupili się w jednej dzielnicy, znanej później jako Chinatown. Pojawiają się także dzielnice imigrantów z Włoch (North Beach), a wciąż duży udział mieszkańców stanowili hiszpańskojęzyczni potomkowie osadników z czasów meksykańskich. Rozwinął się transport, z systemem tramwajów linowych. Wykształcił się także charakterystyczny dla miasta wiktoriański charakter zabudowy. Skrupulatnie zaplanowano tereny zielone oraz przestrzeń publiczną; założony został Park Golden Gate. Powstały nowe szkoły, kościoły, teatry i inne obiekty użyteczności publicznej. Presidio, teren dawnego hiszpańskiego fortu, przekształcił się w najważniejszą amerykańską instalację wojskową na wybrzeżu Pacyfiku. Na przełomie XIX i XX wieku miasto było znane ze swojego krzykliwego stylu, okazałych hoteli, wytwornych rezydencji skupionych na Nob Hill i rozkwitającej sztuki.

## Trzęsienie ziemi w 1906 r.
W 1906 roku San Francisco nawiedził największy kataklizm w jego historii. 18 kwietnia 1906 o 5:12 silne trzęsienie ziemi obróciło miasto w ruinę. Część budynków zawaliła się od wstrząsów, a następnie, wskutek uszkodzeń linii gazowych, wybuchły gigantyczne, wielodniowe pożary, które strawiły większą część pozostałej zabudowy. Ponieważ uszkodzone wodociągi uniemożliwiały skuteczne gaszenie ognia, artylerzyści z Presidio próbowali opanować rozprzestrzenianie się pożarów, wysadzając w powietrze kwartały budynków, by postawić barierę płomieniom. Wskutek trzęsienia i pożarów więcej niż trzy czwarte miasta legło w gruzach, włączając w to całe centrum. Ówczesne raporty mówiły o 498 ofiarach śmiertelnych, jednak współczesne badania szacują straty nawet na kilka tysięcy. Ponad połowa z 400 000 mieszkańców została bez dachu nad głową. Ocaleni tymczasowo zamieszkali w koczowisku w namiotach w Parku Golden Gate, w Presidio, na plażach oraz tam gdzie było jeszcze miejsce. Wiele osób na stałe wyprowadziło się z miasta w inne rejony Zatoki.

## Odbudowa

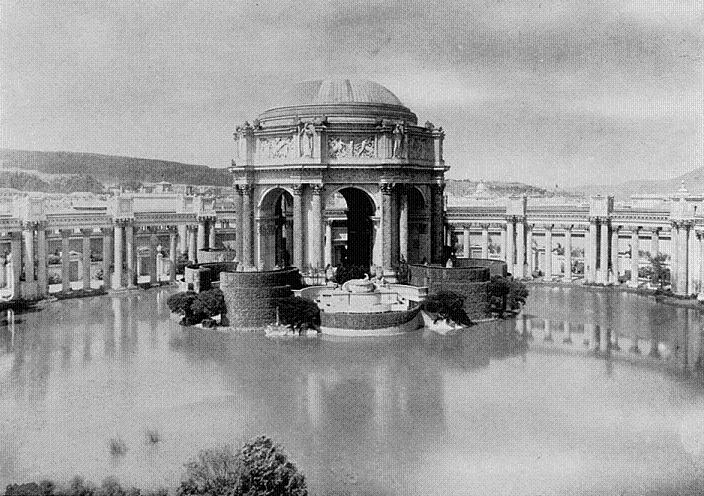
Palace of Fine Arts w 1915 podczas Międzynarodowej Wystawy Panamsko-Pacyficznej

Miasto odbudowano szybko i na wielką skalę. Odrzucono projekty zakładające całkowitą zmianę układu ulic i wybrano znacznie szybszą opcję z zachowaniem ich historycznego planu. Bank of Italy Amadeo Gianniniego, późniejszy Bank of America, udzielił wielu pożyczek poszkodowanym rodzinom. W kilka lat odbudowano budynki mieszkalne i użyteczności publicznej, w wielokroć w większej liczbie i okazalszej formie niż sprzed kataklizmu. Wiele ulic poszerzono, unowocześniono centrum i część portu znaną jako Fisherman's Wharf. City Hall, siedzibę władz miejskich i administracji, z przepychem odbudowano w stylu Beaux Arts. Miasto świętowało odrodzenie swojego ratusza podczas Międzynarodowej Wystawy Panamsko-Pacyficznej w 1915 roku, która oficjalnie miała celebrować otwarcie Kanału Panamskiego, ale stała się także okazją do pokazania całkowicie odbudowanego i odnowionego San Francisco. Z okazji wystawy wzniesiono dodatkowo jeszcze kilka dużych budynków które, poza Palace of Fine Arts, po zakończeniu wyburzono.
Na początku XX wieku miasto stało się głównym centrum bankowym i finansowym na Zachodnim Wybrzeżu. Montgomery Street w Financial District była znana jako „Wall Street Zachodu” ze znajdującymi się przy niej m.in.: Bankiem Rezerw Federalnych, główną siedzibą korporacji Wells Fargo, a także obecnie już nie działającą Pacific Coast Stock Exchange (Giełda Papierów Wartościowych Wybrzeża Pacyficznego). W San Francisco powstał także Bank of America, pionier usług dla klasy średniej.

## Okres międzywojenny
W następnych latach miasto ugruntowało swoją pozycję stolicy finansowej. Podczas krachu na giełdzie w 1929 roku nie upadł żaden bank wywodzący się z San Francisco. Co więcej to właśnie podczas wielkiego kryzysu miasto rozpoczęło dwie wielkie inwestycje budowlane, wznosząc jednocześnie Bay Bridge i Golden Gate Bridge, otwarte kolejno w 1936 i 1937 roku. Także w tym okresie zaadaptowano Alcatraz, wcześniej fort, na super-strzeżone więzienie federalne, w którym osadzeni zostali tak znani gangsterzy, jak np. Al Capone z Chicago. W późniejszych latach miasto świętowało swój powrót do świetności goszcząc wystawę światową w 1939 roku, a w kolejnych latach Golden Gate International Exposition, na potrzeby której usypano sztuczną wyspę na Zatoce – Treasure Island.

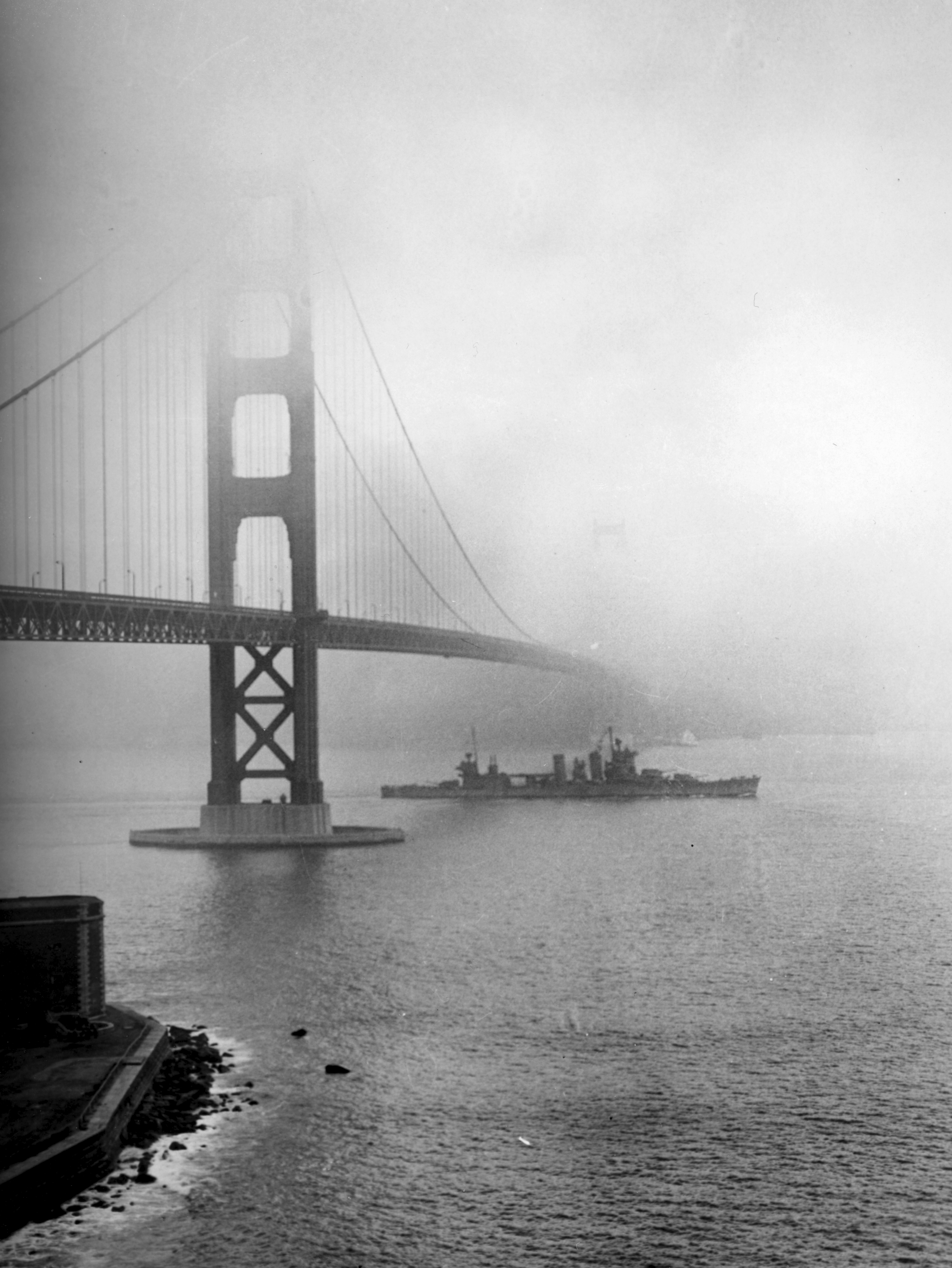
Ciężki krążownik USS „San Francisco” przepływający pod mostem Golden Gate w 1942 r.

## II wojna światowa
Podczas II wojny światowej stocznia marynarki wojennej w San Francisco stała się centrum napraw dokowych dla floty pacyficznej Stanów Zjednoczonych, a Fort Mason głównym punktem ekspedycyjnym dla tysięcy żołnierzy walczących na pacyficznym teatrze działań wojennych. Dostępność pracy przyciągnęła wielu ludzi, szczególnie Afroamerykanów ze stanów południowych, po zakończeniu wojny, wielu powracających żołnierzy, a także pracowników cywilnych, zdecydowało się pozostać w San Francisco na stałe. W 1945 roku w mieście została podpisana Karta Narodów Zjednoczonych, powołująca do życia Organizację Narodów Zjednoczonych, a w 1951 roku traktat pokojowy z San Francisco oficjalnie zakończył wojnę na Pacyfiku.

## Okres powojenny

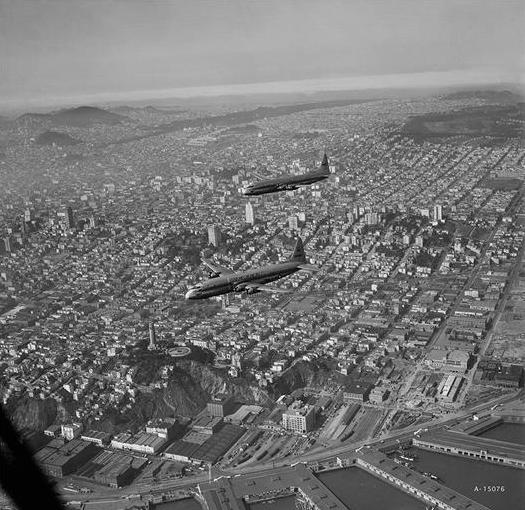
San Francisco około 1950 r.

W latach 50. XX wieku, jak i 60., zachodnia część miasta przeszła gruntowną przebudowę i zmianę zagospodarowania. W tym okresie zbudowano też miejskie autostrady. Jednak wiele z nich, wskutek protestów mieszkańców, powstało tylko częściowo. W 1972 roku ukończono najwyższy budynek w mieście – Transamerica Pyramid, a w kolejnych latach w procesie manhattanizacji wyższa zabudowa pojawiła się w całym centrum.
W kolejnych latach miasto zaczęło tracić pozycję centrum przemysłowo-transportowego. Aktywność portowa przeniosła się do niedalekiego Oakland, spadła liczba miejsc pracy związana z transportem morskim, przemysłem i pokrewnymi. Turystyka i jej obsługa zaczęły być najważniejszą częścią gospodarki San Francisco. Gwałtowny rozwój przeżyły przedmieścia, a samo miasto znacznie zmieniło profil demograficzny, gdy na miejsce białej ludności miasta, napłynęli imigranci z Azji czy Ameryki Łacińskiej. W tym samym okresie miasto stało się centrum amerykańskiej kontrkultury i ruchów liberalnych.

## Ruchy kontrkulturowe
Pisarze skupieni w dzielnicy North Beach, z generacji bitników przyczynili się do rozkwitu tak zwanego „renesansu z San Francisco”.
Masowo do miasta napływali hippisi, zaludniając w latach 60. dzielnicę Haight-Ashbury, by w 1967 roku, podczas Summer of Love, osiągnąć szczyt liczebności.

## Społeczność LGBT
W latach 70. XX wieku miasto było głównym ośrodkiem walki o prawa dla homoseksualistów. Dzielnica Castro przekształciła się w gay village, której znaczną część mieszkańców stanowili homoseksualiści lub sympatycy ruchów LGBT. Także w tym czasie Harvey Milk (zamordowany razem z burmistrzem George’em Moscone’em w 1978), zadeklarowany homoseksualista i prowadzący swoją kampanię wyborczą pod szyldem równouprawnienia, został wybrany do Rady Nadzorczej San Francisco (ang. Board of Supervisors), co zostało przedstawione w filmie „Obywatel Milk” (2008).

## Współczesność
W 1989 roku miasto nawiedziło trzęsienie ziemi Loma Prieta o sile 7,1 stopni w skali Richtera, które spowodowało straty i ofiary w całym rejonie Zatoki. W San Francisco wstrząsy uszkodziły Marina District i South of Market, a także spowodowały uszkodzenia autostrad miejskich: Embarcadero oraz Central Freeway, które następnie rozebrano (Central Freeway częściowo). Uszkodzony, a w rezultacie przebudowany, został także Bay Bridge.
W latach „bańki internetowej” gospodarkę miasta ożywiły liczne nowo powstałe przedsięwzięcia. Do San Francisco sprowadzili się liczni przedsiębiorcy i deweloperzy z branży informatycznej, a następnie marketingowcy i inne towarzyszące firmy. W znaczący sposób zmieniło to profil wielu biedniejszych rejonów miasta, które gwałtownie się wzbogaciły. Po załamaniu koniunktury w 2001, wiele z firm upadło, ale zaawansowane technologie, przemysł informatyczny i inne pokrewne wciąż są głównymi elementami gospodarki miasta i jego okolic.